# Карамете, Ирем
Ирем Карамете (тур. İrem Karamete, род. 20 июня 1993 года, Стамбул) — турецкая фехтовальщица на рапирах. Бронзовый призёр Средиземноморских игр 2013 года. Участница летних Олимпийских игр 2016 и 2020 годов.

## Биография и карьера
Ирем родилась в семье спортсменов — её отец Мехмет Карамете тренировал сборную Германии по фехтованию и свою супругу Нили, которая выступала на Олимпийских играх 1976 и 1984 годов. У Ирем есть старшая сестра Мерве, которая также занималась фехтованием и выступала за национальную сборную команду. Окончила университет Özyeğin в Стамбуле.
Ирем начала заниматься фехтованием в возрасте 10 лет. Дебютировала на международных соревнованиях в 2008 году. С 2013 года регулярно выступает на чемпионатах мира по фехтованию. В 2014 году она стала чемпионкой Турции. Заняла несколько призовых мест на этапах Кубка мира по фехтованию 2015.
В 2016 году на своей дебютной Олимпиаде в Рио-де-Жанейро Ирем выбыла из борьбы на стадии 1/16 финала 3 секции, проиграв французской рапиристке Изаоре Тибюс со счётом 6:15.

## Основные результаты
| Год  | Соревнования           | Место проведения         | Место |
| ---- | ---------------------- | ------------------------ | ----- |
| 2013 | Средиземноморские игры | Мерсин, Турция           | 3     |
| 2013 | Чемпионат мира         | Будапешт, Венгрия        | 54    |
| 2014 | Чемпионат мира         | Казань, Россия           | 79    |
| 2015 | Чемпионат Европы       | Монтрё, Швейцария        | 35    |
| 2015 | Европейские игры       | Баку, Азербайджан        | 60    |
| 2015 | Чемпионат мира         | Москва, Россия           | 61    |
| 2016 | Чемпионат Европы       | Торунь, Польша           | 24    |
| 2016 | Олимпийские игры       | Рио-де-Жанейро, Бразилия | 27    |
| 2017 | Чемпионат мира         | Лейпциг, Германия        | 44    |